# Plectris boliviensis
Plectris boliviensis är en skalbaggsart som beskrevs av Moser 1921. Plectris boliviensis ingår i släktet Plectris och familjen Melolonthidae. Inga underarter finns listade i Catalogue of Life.